# Hämnarens resa
Hämnarens resa, är en sydkoreansk film av Chan-wook Park från 2002.

## Handling
Ryu (Ha-kyun Shin) är en dövstum man vars syster behöver en njurtransplantation. Hans chef (Kang-ho Song) avskedar honom, och för att ha råd med operationen gör Ryu upp en plan för att kidnappa sin före detta chefs dotter. Men han får problem och hamnar i våldsamma situationer.

## Om filmen
Filmen hade premiär 26 mars 2004 i Sverige.
Hämnarens resa är den första delen i regissören Chan-wook Parks "hämndtrilogi". Den efterföljdes 2003 med Old Boy - hämnden och 2005 med Lady Vengeance.

## Rollista (i urval)
- Kang-ho Song - Park Dong-jin
- Ha-kyun Shin - Ryu
- Du-na Bae - Cha Yeong-mi